# مندولين الكابتن كوريلي (فلم)
مندولين الكابتن كوريلي  (بالإنجليزية: Captain Corelli's Mandolin) هو فيلم دراما تم إنتاجه في فرنسا والمملكة المتحدة وصدر في سنة 2001. من بطولة نيكولاس كيج وبينيلوب كروز وجون هرت وكريستيان بيل.

## الميزانية والإيرادات
بلغت تكلفة إنتاج الفيلم حوالي 57 مليون دولار بينما حقق أرباحا تقدر بـ 62,112,895 دولار.

## وصلات خارجية
- مقالات تستعمل روابط فنية بلا صلة مع ويكي بيانات